# Упело (Перуђа)
Упело је насеље у Италији у округу Перуђа, региону Умбрија.
Према процени из 2011. у насељу је живело 263 становника. Насеље се налази на надморској висини од 376 м.